# Rütenbrock
Rütenbrock ist eine Ortschaft der Stadt Haren (Ems) im niedersächsischen Landkreis Emsland. Zur Dorfregion/Kirchspiel Rütenbrock gehören ferner der Ortsteil Rütenmoor sowie die aus zwei Ortsteilen bestehende Ortschaft Lindloh-Schwartenberg.

## Geografie

### Geografische Lage
Die Dorfregion Rütenbrock liegt im westlichen Teil des Emslandes zwischen Meppen und Papenburg.
Das Kirchspiel grenzt mit seiner Süd-Nord-Ausdehnung direkt an die Niederlande und wird von den Kanälen Haren-Rütenbrock-Kanal und dem Süd-Nord-Kanal gekreuzt.
Der Ort Rütenbrock grenzt im Westen mit dem Grenzstein 168 DN an 2 niederländischen Provinzen. („Dreiländereck“ Niedersachsen – Provinz Drenthe – Provinz Groningen).

### Nachbargemeinden
Rütenbrock grenzt im Norden an die Samtgemeinde Lathen, im Osten an die Ortschaften Erika und Altenberge sowie die Ortschaft Fehndorf und die Gemeinde Twist im Süden. Im Westen grenzt sie an die niederländische Gemeinden Westerwolde und Emmen.

### Geologie
Rütenbrock liegt inmitten des Bourtangers Moors, welches ehemals das größte zusammenhängende Moorgebiet Westeuropas war. Es liegt im Emsland westlich der Ems und war noch bis in die 1950er Jahre eines der größten Moorgebiete in Deutschland. Es erstreckt sich im Westen bis in die Niederlande und ist nach dem niederländischen Festungsstädtchen Bourtange benannt. Die Ortschaft liegt zu einem Teil im ehemaligen Hochmoor des Moorgebiets und zum anderen Teil gab es einige Geestrücken.
Im tieferen Untergrund der Dorfregion sind Salzkissen und Erdgasfelder (Fundjahr 1969) in einer Teufenlage von rund 3500 m zu finden.

## Geschichte

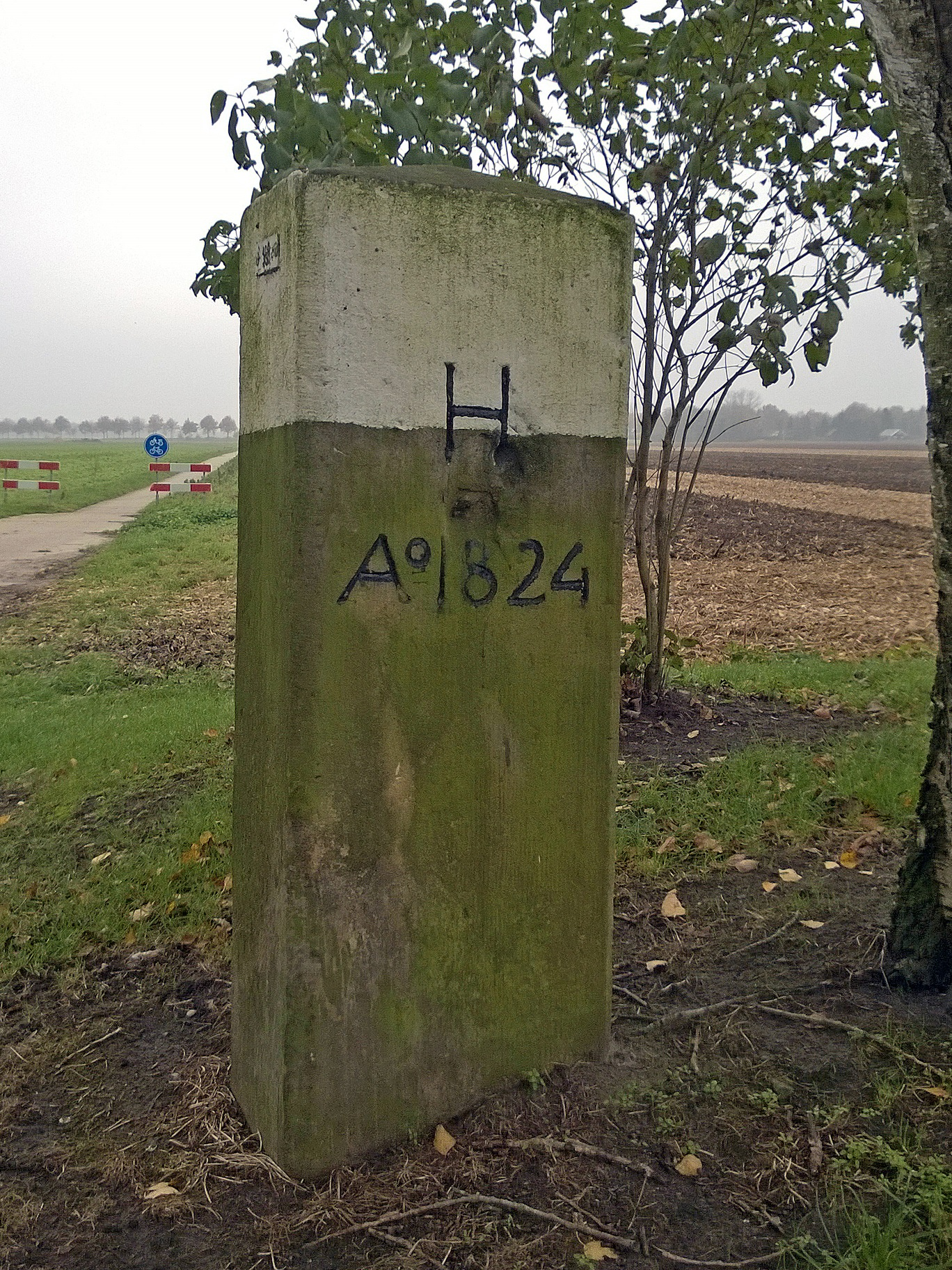
Historischer Grenzstein Nr. 168 der deutsch-niederländischen Grenze in Rütenbrock, hier grenzen zwei niederländische Provinzen an Niedersachsen.

Bereits um 1600 begann die niederländische Stadt Groningen das südlich der Stadt gelegene Bourtanger-Moor zu entwässern, Torf abzubauen und damit regen Handel zu treiben sowie wertvolles Siedlungsland zu gewinnen. Dies führte über die Jahrhunderte immer wieder zu Streitigkeiten um die Besitzverhältnisse zwischen den damaligen Bewohnern der linksemsischen Dörfern und denen auf der niederländischen Seite.
1764 und 1784 wurde eine allgemeine Grenzregulierung zwischen dem Hochstift Münster und den Niederlanden geschlossen, um für klare Besitzverhältnisse zu sorgen.
1778 wurde die festgelegte Grenzlinie vom Leutnant der münsterischen Truppe Hermann Flensberg vermessen und am 26. Mai 1778 von den Hochstift Münster und den Niederlanden akzeptiert. Diese Vermessung war die Grundlage des Grenzvergleichs vom 11. Oktober 1784. Das Hochstift Münster war in der Folge bestrebt, gleichfalls Siedlungen entlang der nunmehr festgelegten Landesgrenze Münster/Niederlande anzulegen. 1824 wurde im sogenannten Meppener Vertrag eine Modifizierung der Grenze vorgenommen.
Maximilian Franz Churfürst zu Cölln ließ im Sommer 1788 insgesamt 14 Kolonien mit 341 sogenannten Plaatzen (Siedlerstellen) anlegen. Die Siedlungen hatten eine Fläche von 3.150 Hektar. Das Kirchspiel Rütenbrock erhielt 92 Plaatzen, dies entsprach 27 % aller neu angelegten Plaatzen. Die neuen Kolonien wurden am 28. Juli 1788 an Kolonisten verlost, die aus den Niederlanden, Brabant, Münsterland, Belgien, Oldenburger Land und Hildesheim stammten, aber größtenteils aus der umliegenden Gegend kamen. Der 28. Juli 1788 gilt daher als das Gründungsdatum des Kirchspiels Rütenbrock.

### Namensherkunft
Erstmals findet der Ortsname Rütenbrock Erwähnung als Rutenbroke in einer privatrechtlichen Urkunde über den Verkauf eines Grundstückes, geschlossen am 3. März 1520 vor dem Richter Hermann Torney in Düthe. Im Übrigen lässt sich der Ortsname vom nahen Fluss Ruiten-Aa ableiten. Brook/Brock steht für das deutsche Wort Bruch/Brock, einer mit Busch bewachsene Niederung.

## Religion

### Katholische Kirche St. Maximilian

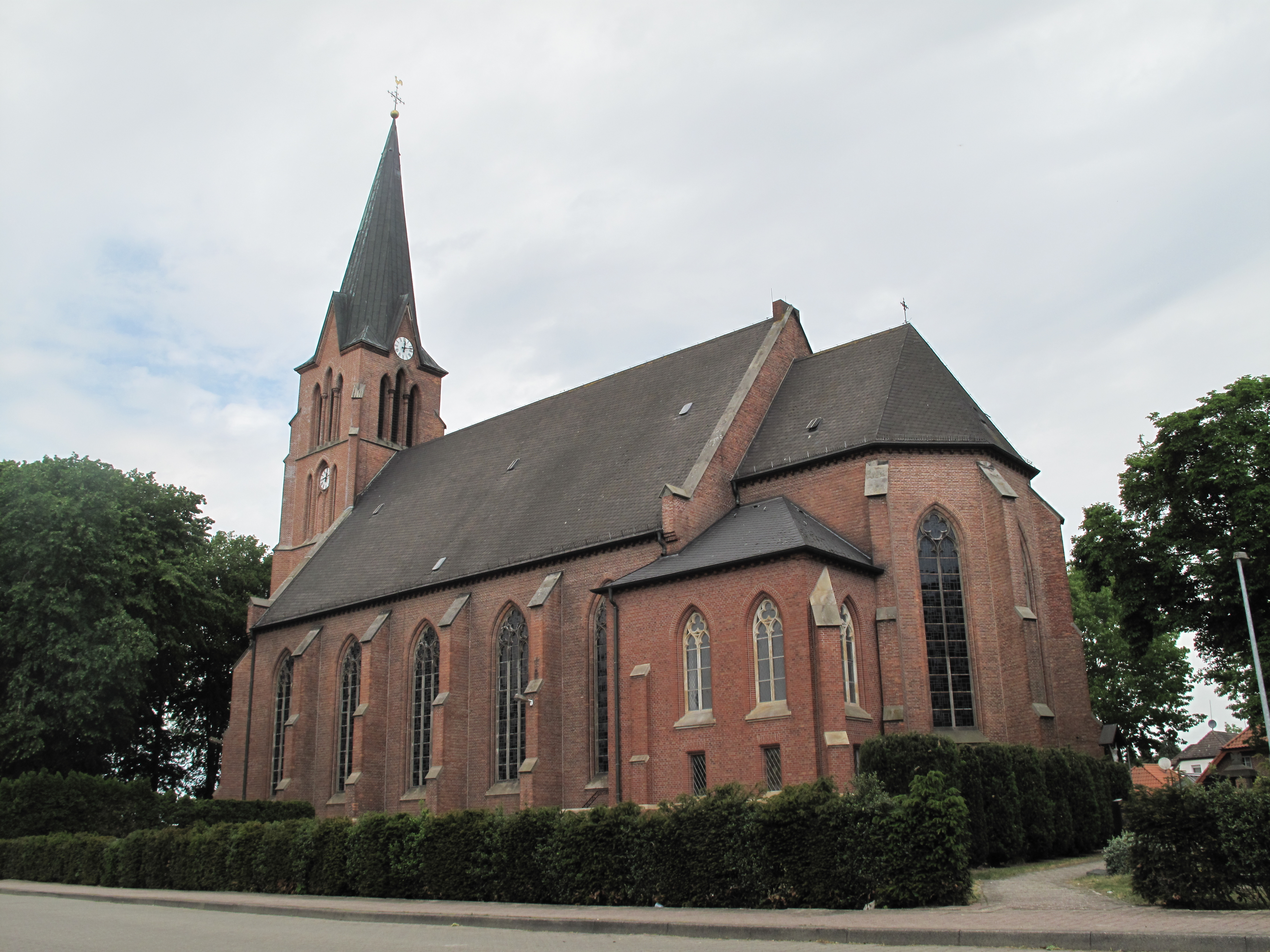
Katholische Kirche St. Maximilian

Die katholische Kirche St. Maximilian ist eine neugotische Hallenkirche in Backsteinbauweise. Sie hat einen polygonalen Chor und einem an den Giebel angesetzten Glockenturm mit Kupferspitzhelm. Erbaut wurde sie 1867–1869, Architekt war J. B. Hensen aus Sögel. Die Weihe der Kirche fand am 4. November 1869 statt. Ein Turm wurde 1870 angefügt. Renovierungen gab es in den Jahren 1961, 1967, 1978 und 1984–1986. Bei der Renovierung 1984 wurde eine Sakristei angebaut und der Altarraum umgestaltet. Die Malerarbeiten wurden dabei u. a. von dem ortsansässigen Malermeister Bernhard Gräwer durchgeführt. Der neue Altar wurde am 29. Dezember 1984 geweiht. Eine Renovierung des Turmes erfolgte 1989. Die Kirche verfügt heute über 500 Sitzplätze. Zwei Stahlglocken (d' und fis') wurden 1924 vom Bochumer Verein gegossen; eine Bronzeglocke (a') aus dem Jahr 1871 stammt von A. H. van Bergen aus Heiligerlee. Die Orgel (25 Register, zwei Manuale, Pedal, Schleifladen, mechanische Spiel- und Registertraktur) wurde 1977 von Fa. Vierdag aus Enschede erbaut.
Der Kirchenpatron ist der heilige Bischof und Märtyrer Maximilian von Celeia. Von seinem Leben ist wenig bekannt. Erst eine legendarische Lebensbeschreibung weiß, dass er aus Celeia (heute Celje in Slowenien) stammte, und Bischof von Lorch an der Enns war. Er starb demnach um 284 als Märtyrer während einer Christenverfolgung. Das Patronatsfest wird am 12. Oktober begangen.
Am 11. Juli 1799 wurde der Friedhof eingeweiht. Seit dem 5. Januar 1809 hat Rütenbrock eine eigene Pfarrei. Der Friedhof in Rütenbrock befindet sich zum Teil in städtischer und zum Teil in kirchlicher Verwaltung.

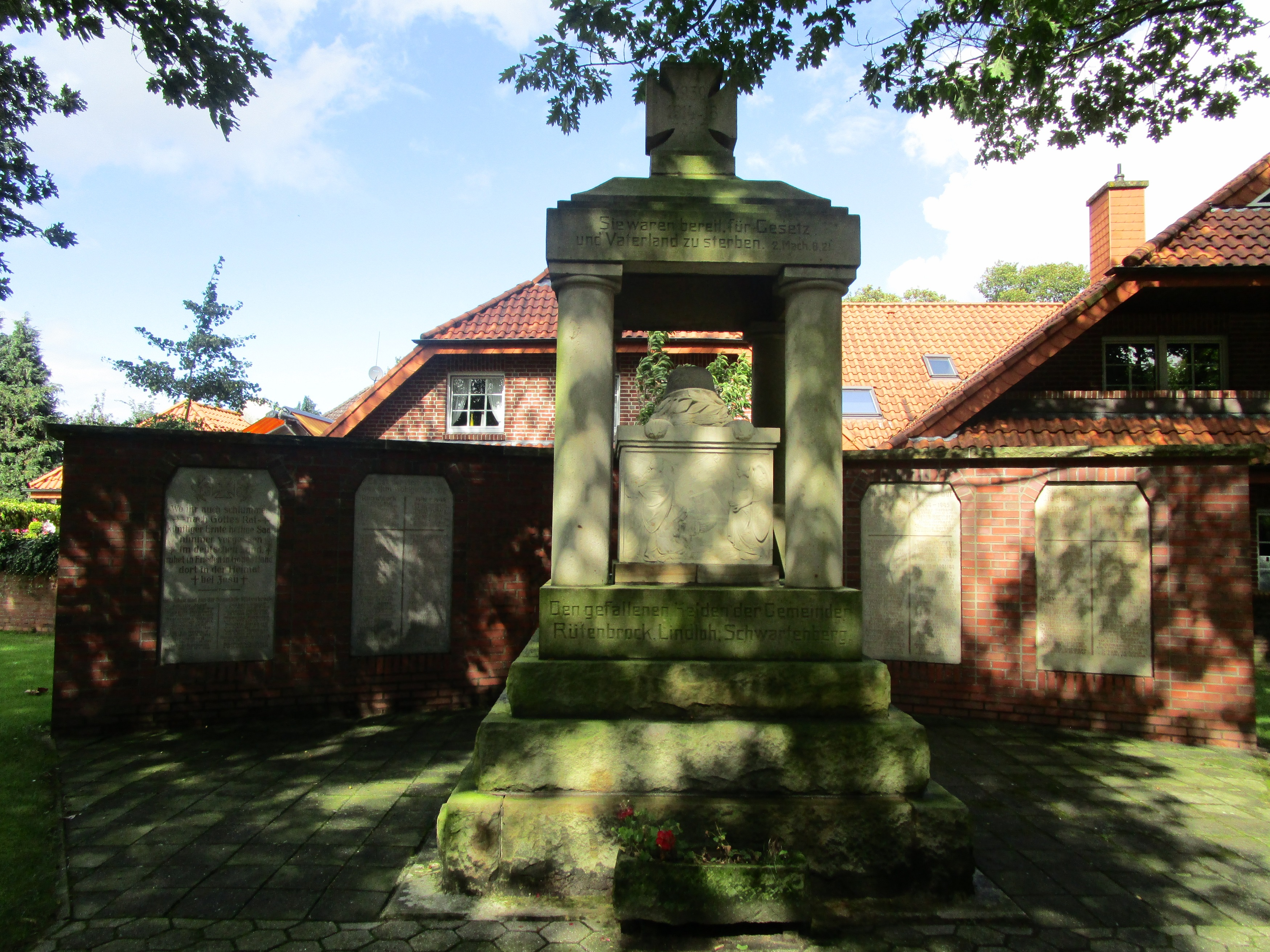
Rütenbrock – Kriegerdenkmal beider Weltkriege auf dem von 1799 errichteten Teil des Friedhofs der St.-Maximilian-Kirche, erbaut 1921.

#### Filialkirchen

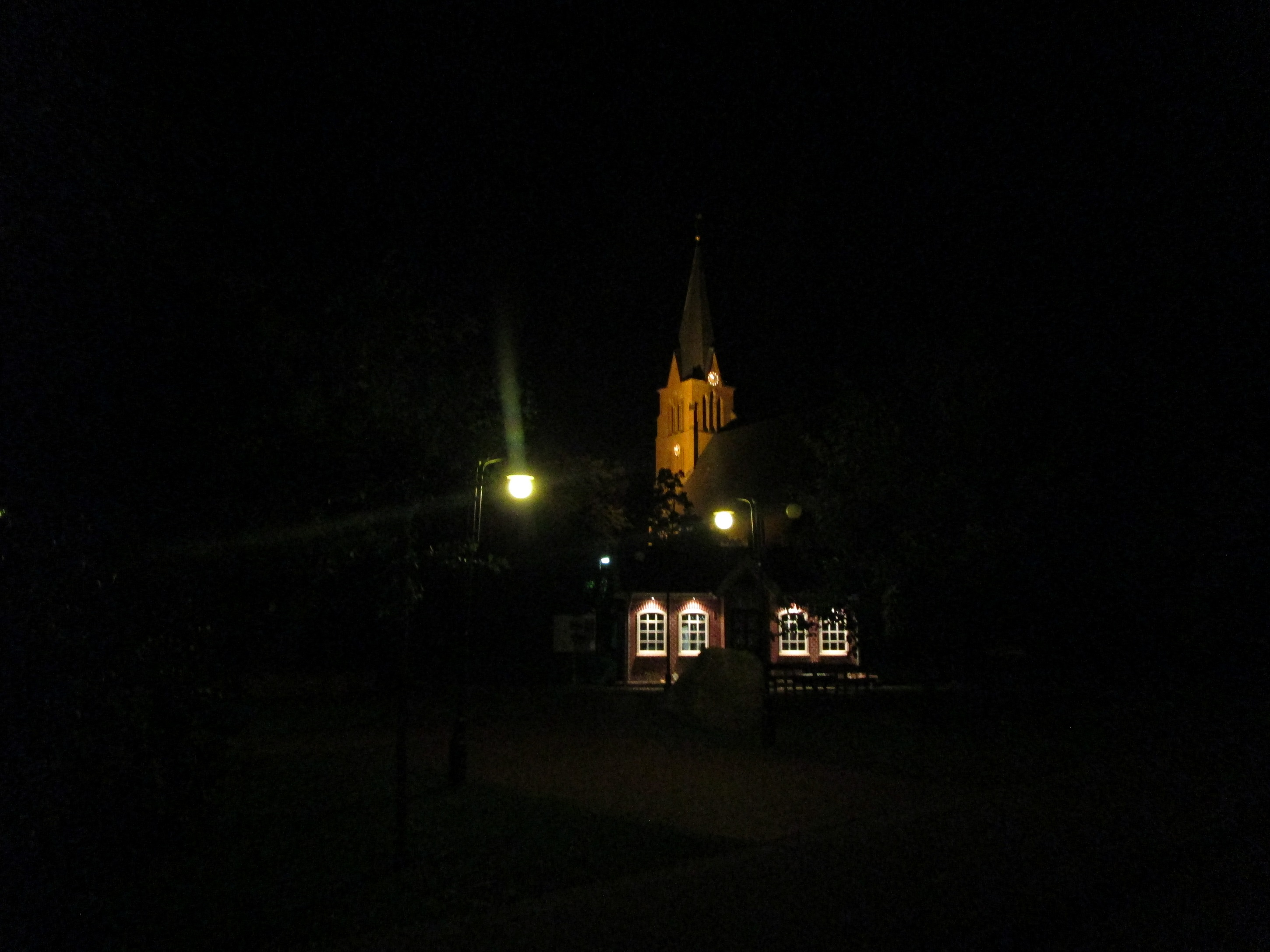
Rütenbrock St. Maximilian-Kirche bei Nacht

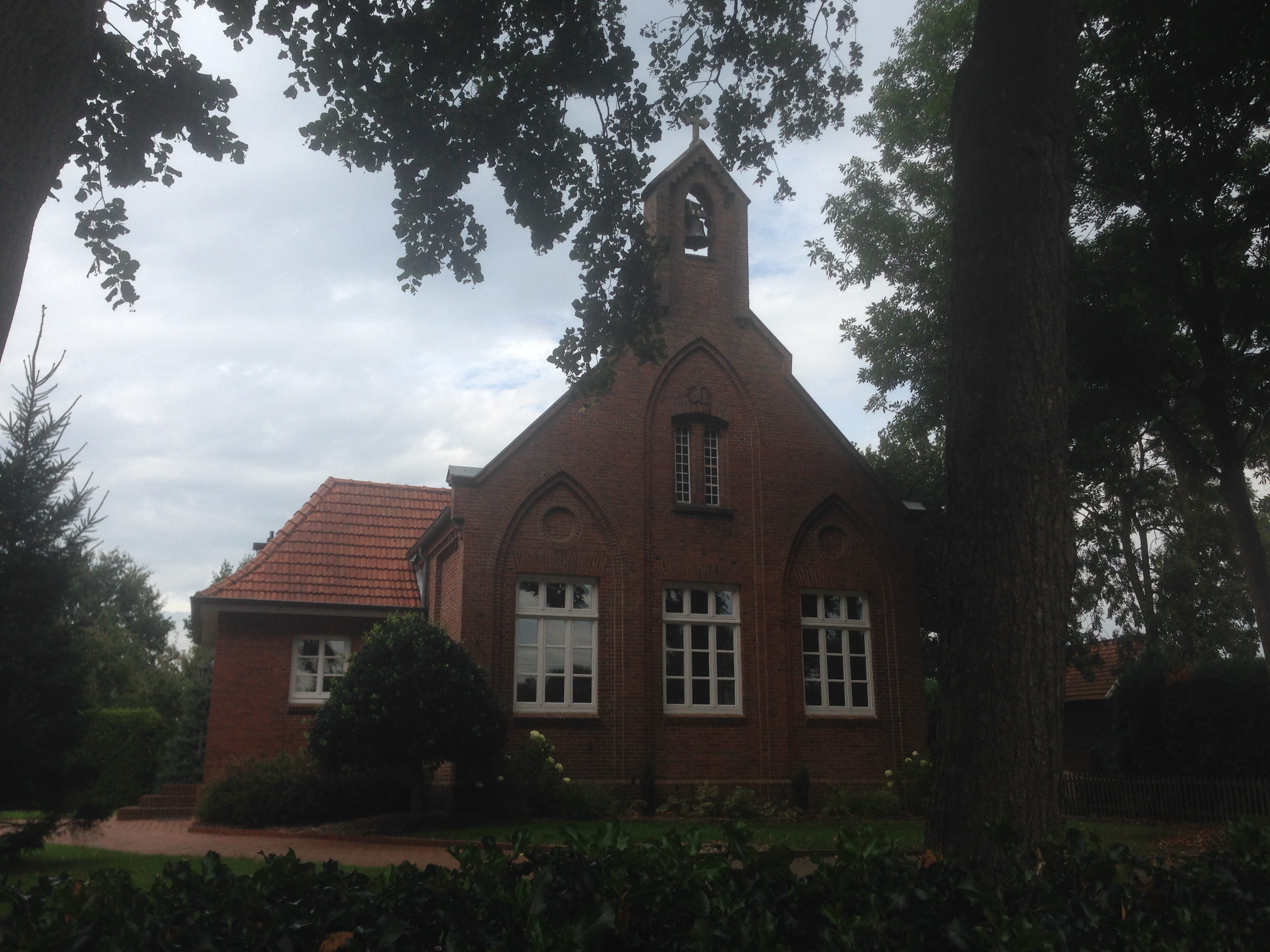
Kapelle Lindloh 2016

##### Kapelle Lindloh
Dieses Gebäude wurde 1876 im neugotischen Stil nach einem Entwurf des Meppener Maurermeisters Demann errichtet.
Von 1795 – also sieben Jahre nach der Gründung der Kolonie – bis etwa 1830 diente eine Erdhütte als erstes Schullokal, danach – so der Lindloher Heimatschriftsteller Hermann Gröninger – wurde für mehr als 40 Jahre ein zugiges Fachwerkgebäude zu Unterrichtszwecken hergerichtet. „Die Kinder verstopften die Ritzen mit Papier, denn die Kälte war bisweilen unerträglich, zumal der Fußboden aus Ziegelsteinen bestand.“
1876 wurde hier ein 12,60 Meter langer und über 8 Meter breiter Ziegelrohbau errichtet, mit 38 Zentimeter dickem Massivmauerwerk. 1925 wurde dieses Gebäude auf die jetzige Größe erweitert. Es wurde ein Kapellenraum erbaut. Auffallend sind die neugotischen Spitzbögen in den Giebelansichten sowie der Glockenturmaufsatz mit Kreuz auf der straßenseitigen Giebelspitze.

##### Kapelle Rütenmoor
Errichtung der Kapelle als Notkirche im Herbst 1945 in Rütenmoor aus einer ehemaligen RAD-Baracke. Im Mai 1945 erging an die Bewohner von Rütenbrock und Umgebung der niederländischen Grenze der Räumungsbefehl. Der Dorfkern und ein breiter Streifen entlang der niederländischen Grenze wurden als Sperrgebiet erklärt; hierdurch waren Kirche und Schule nicht mehr zugänglich. Im Herbst 1945 bemühten sich Männer aus Rütenbrock und Rütenmoor um eine RAD-Baracke in Lindloh, um diese als Notkirche einzurichten. Die RAD-Baracke wurde in Lindloh abgerissen und schließlich in Rütenmoor an der Stelle wieder aufgebaut, an der sie heute noch steht.

#### Pfarrarchiv
- Taufbuch ab 1798
- Trauungs- und Sterbebuch ab 1799

(in Rütenbrock sind auch einige bedeutende Anzahl von Eintragungen aus der niederländischen Nachbarschaft zu finden.)
- Firmbuch ab 1926
- Pfarrchronik ab 1964.

#### Kirchliche Einrichtungen
- Caritas-Sozialstation
- Kindergarten/Kindertagesstätte
- Jugendheim

#### Ab 1809 leitende Geistliche
- 1798–1799 Müller, P. Norbertus, OFM
- 1799–1808 Schulte, Josef
- 1809–1846 Oeldig, Heinrich
- 1847–1867 Voß, Josef 1867 von Lintel, Bernard (Pfarradmin.)
- 1867–1907 Oldiges, Bernhard
- 1907–1926 Borgmann, Gerhard
- 1926–1954 Wessels, Bernard
- 1954–1967 Schwarte, Johannes
- 1967–1971 Meyer, Josef
- 1972–2000 Scharf, Reinhold
- 2000–2010 Hasselmann, Johannes
- 2010–2021 Willmann, Klaus
- seit 2021 Bleise, Andreas[12]

### Ev.-luth. Trinitatiskapelle Rütenbrock
Bei der Trinitatiskapelle Rütenbrock handelt es sich um eine Kapelle, die im Ursprung aus dem Jahre 1903 stammt. Sie diente zunächst den evangelischen Zöllnern, die vom deutschen Kaiser vor Ort eingesetzt wurden, als Gottesdienstort. Bedingt durch einen großen Zuzug an evangelischen Christen nach dem Zweiten Weltkrieg wurde das ursprünglich 9,0 m × 5,5 m große Gotteshaus zu klein. 1953 wurde sie daher auf die heutige Größe erweitert. Nun haben bis maximal 150 Personen Platz in der Kapelle. Die Trinitatiskapelle steht zusammen mit dem Zollhaus auf dem Nachbargrundstück unter Denkmalschutz. Zurzeit beschäftigt sich ein Ausschuss zur Nutzung und Erhaltung der Kapelle um ein nachhaltiges Konzept für die Kapelle, um diese langfristig als Predigtstätte zu erhalten.

## Wirtschaft und Infrastruktur

### Wirtschaft
Außer einer Vielzahl von Einzel- und Großhandelsgeschäften im Ortskern gibt es drei größere Gewerbegebiete in der Dorfregion Rütenbrock, in der sich eine Reihe von Handwerks-, Industrie- und Dienstleistungs- sowie Handelsunternehmen angesiedelt haben.
- Gewerbegebiet Röchlingstraße
- Gewerbegebiet An der Mühle
- Gewerbegebiet Hinterm Busch

In der gesamten Dorfregion verteilt gehen Agrar- und Landwirtschaftsbetriebe ihrem Gewerbe nach, mehrere von ihnen betreiben Biogasanlagen.
In Rütenbrock herrscht nahezu Vollbeschäftigung. Die Arbeitslosenquote für Haren (Ems) war im November 2015 mit 2,9 Prozent auf dem Niveau der Vormonate September (2,9 %) und Oktober (2,8 %), hier spiegelt sich die hohe Kaufkraft der Bevölkerung wider.
Rütenbrock partizipiert von der starken Kaufkraft der nahen niederländischen Provinzen Drenthe mit der Stadt Emmen und Groningen mit den Gemeinden Vlagtwedde und Ter Apel. Der niedrigere deutsche Mehrwertsteuersatz zieht zum günstigeren Einkaufen und Tanken nach Rütenbrock. Zudem lassen sich viele Niederländer aus den angrenzenden niederländischen Provinzen aufgrund des höheren Preisniveaus von niederländischen Grundstücken und/oder Immobilien sowie des höheren Mietspiegels in dem grenznahen Ort nieder.

### Verkehr

#### Straßenverkehr
Rütenbrock hat einen Anschluss an die 6 km östlich verlaufende Bundesautobahn A 31, Anschlussstelle „Haren – Rütenbrock – Stadskanaal (NL)“. Die Bundesstraße B 408 verläuft nördlich durch den Ort. Die Ortschaft liegt im Schnittpunkt der niederländischen Provinzialstraßen N364, N366 und N379. Die niederländischen Städte Stadskanaal und Emmen liegen jeweils gut 15 km nordwestlich bzw. südwestlich von Rütenbrock.

#### Schiffsverkehr

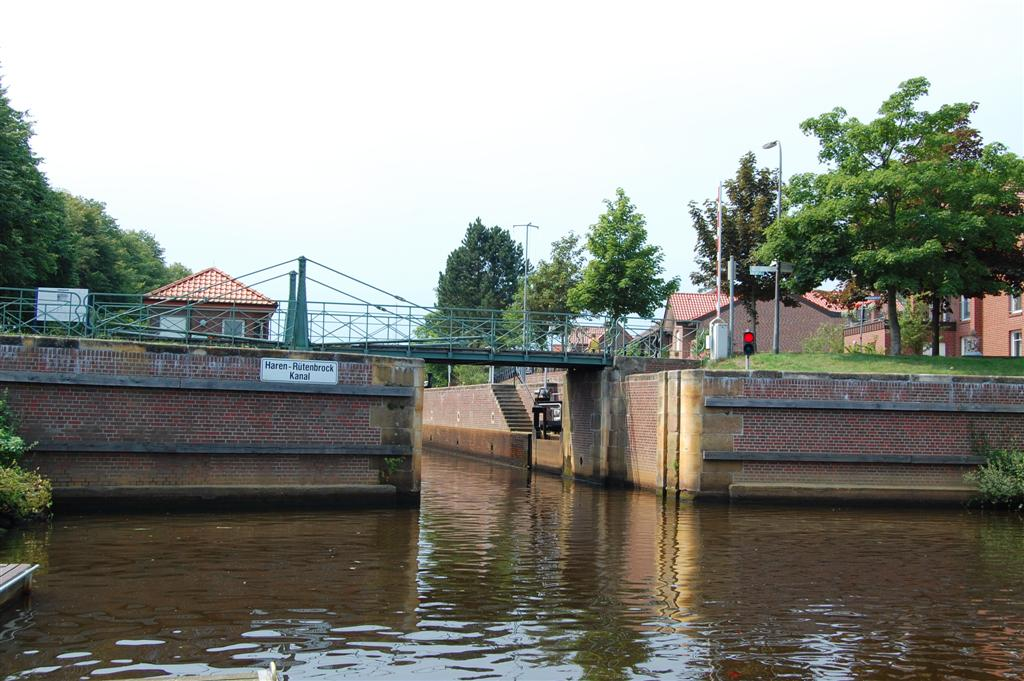
Haren-Rütenbrock-Kanal, Schleuse I

Der in den 1870er Jahren gebaute Haren-Rütenbrock-Kanal (HRK) ist ein 13,5 km langer Kanal, der zwischen Haren (Ems) über Rütenbrock nach Ter Apel verläuft. Er ist (neben dem Eemskanaal, der bei Delfzijl in den Dollart mündet) die einzige schiffbare Verbindung zwischen Deutschland und den Niederlanden nördlich des Rheins.

#### Flugverkehr
Der Flughafen Münster/Osnabrück ist etwa 100 km entfernt. Der nächste Regionalflughafen befindet sich bei der gut 50 km nordwestlich gelegenen niederländischen Provinzhauptstadt Groningen.

#### Schienenverkehr
Am Bahnhof Emmen (NL) besteht Anschluss an das niederländische Eisenbahnnetz sowie am Bahnhof Haren/Emmeln an das deutsche Eisenbahnnetz, jeweils 15 km entfernt.

### Öffentliche Einrichtungen

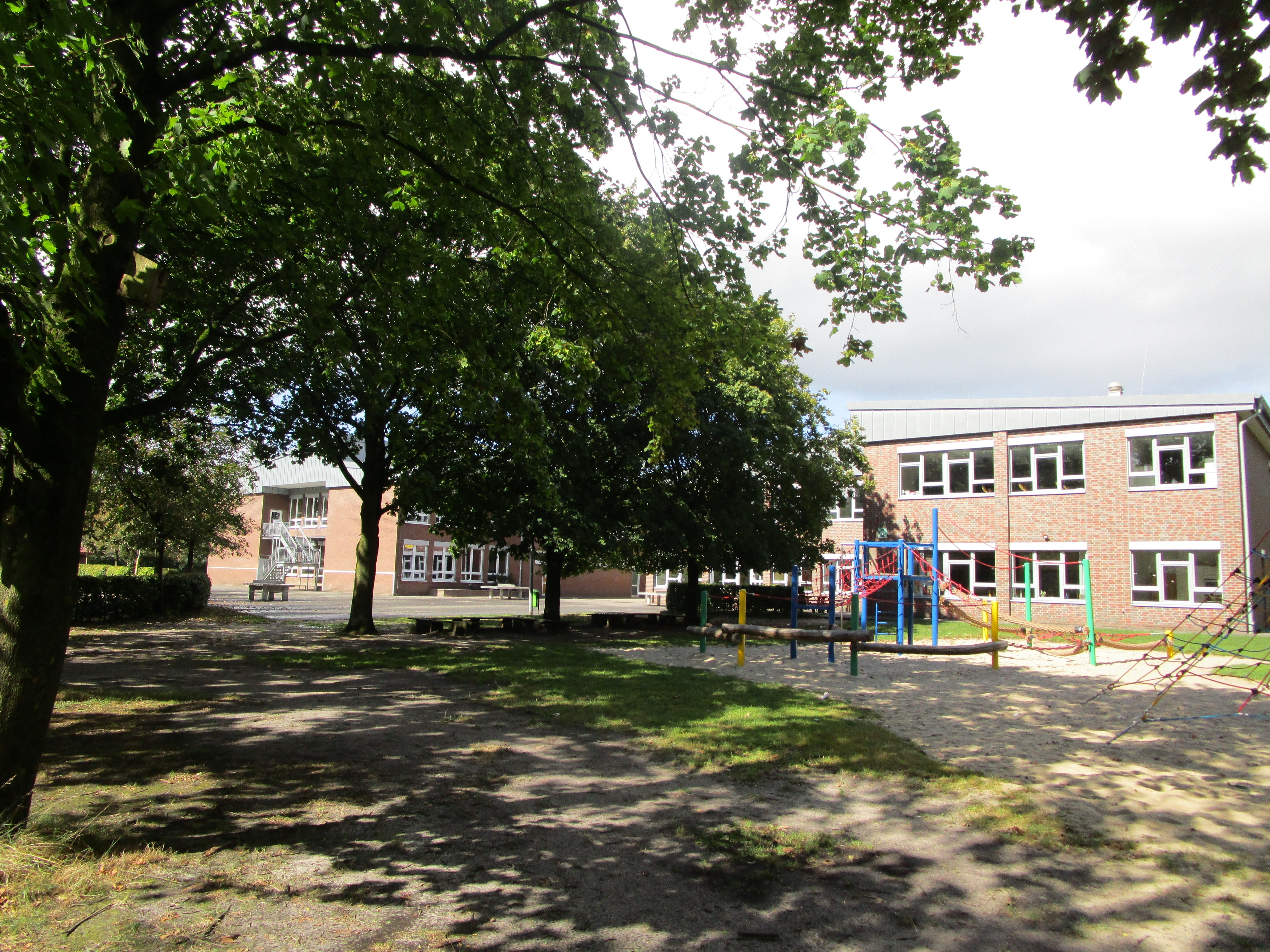
Pausenhof der Maximilian Oberschule

#### Schulen und Kindergärten
In der Stadt Haren (Ems) gibt es acht Kindergärten, acht Grundschulen, zwei Oberschulen, eine Förderschule und ein Gymnasium.
In Rütenbrock befinden sich ein größerer katholischer Kindergarten mit Kindertagesstätte (zweitälteste Kindergarten im Stadtgebiet), eine Grundschule und eine der zwei Oberschulen im Stadtgebiet Haren (Ems).
Der Ort Rütenbrock kann auf eine über 200-jährige Schulgeschichte zurückblicken, der erste Schulunterricht wurde 1795 in einer Moorkate erteilt.
Die Oberschule „Maximilianschule“ in Rütenbrock ist eine Grund- und Oberschule mit einem freiwilligen Ganztagsangebot. Neben dem Schulgelände im Sportzentrum „An der Mühle“ befindet sich eine große Sporthalle (Ballspielhalle), zwei Outdoor-Soccerplätzen und ein Sportplatz mit 4 Feldern. Seit dem Schuljahr 2012/13 ist die Schule Oberschule.

#### Feuerwehr

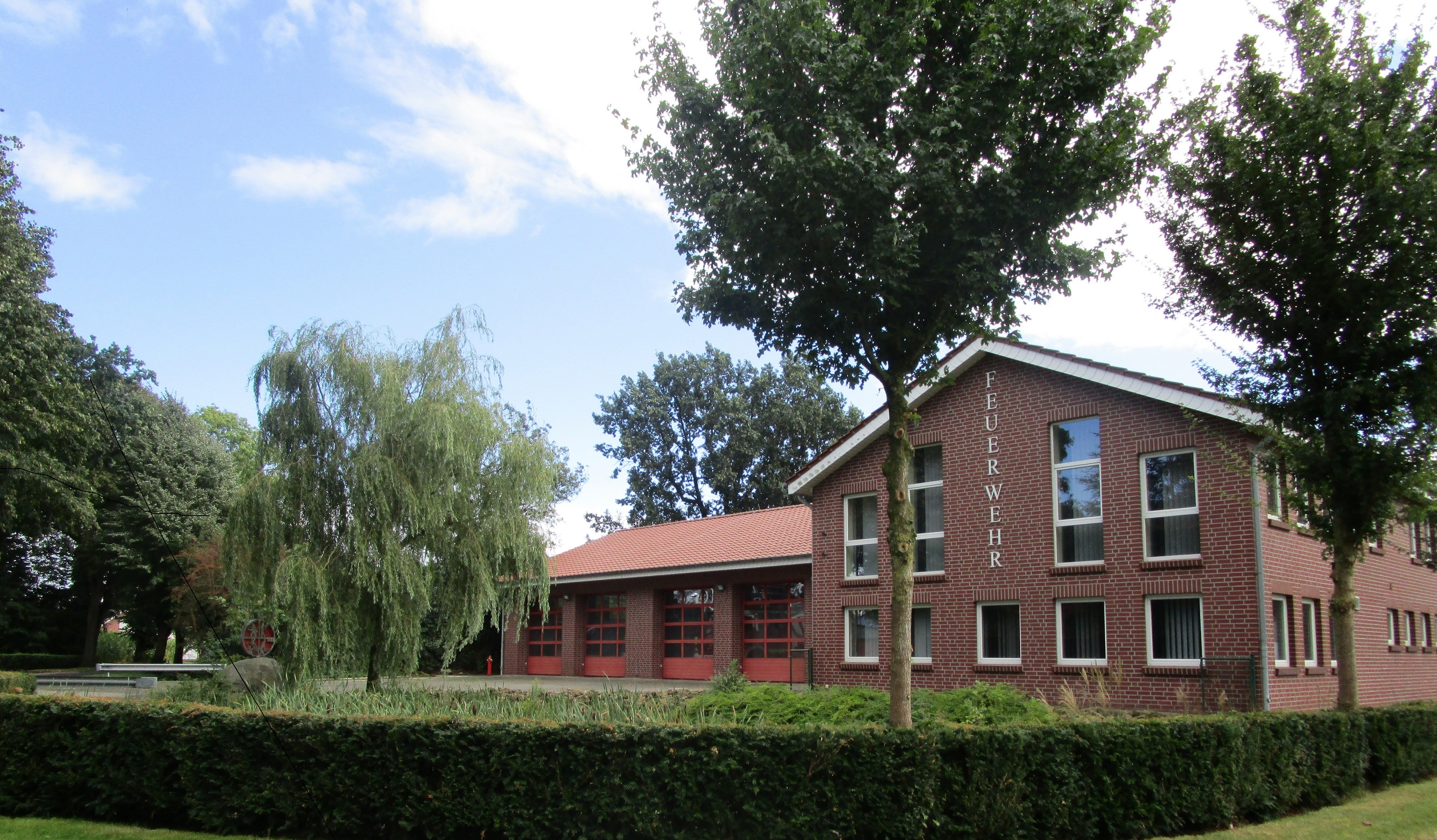
Feuerwehrhaus der Feuerwehr Rütenbrock, erbaut 2003

Der Brandschutz und die allgemeine Hilfe im Stadtgebiet werden durch die Freiwillige Feuerwehren Haren und Rütenbrock gewährleistet.